# 艾謝·哈芙莎蘇丹
艾謝·哈芙莎蘇丹（1479年5月12日—1534年3月19日），鄂圖曼帝國蘇丹塞利姆一世的妻子，蘇萊曼一世的母親，她是帝國第一位蘇丹皇太后，由她兒子在1520年登基至1534年她去世期間，她是在帝國最有影響力的人之一。

## 生平
傳統觀點一般相信艾謝·哈芙莎蘇丹是克里米亞汗國可汗明里·格來的女兒，然而現今亦有學者提出不同看法，依據鄂圖曼的證據顯示她應當是一名改信伊斯蘭教的女人，另有說法認為她可能是一名來自高加索地區的切尔克斯人或喬治亞人
。
1494年11月6日她與塞利姆所生的兒子蘇萊曼出生於黑海海濱的特拉布宗，除此之外她還為塞利姆生下三個女兒：分別為哈蒂潔蘇丹、法特瑪蘇丹與哈芙莎蘇丹。
塞利姆一世登基後，她與兒子蘇萊曼移居到土耳其西部的馬尼薩，蘇萊曼在1513年至1520年期間負責擔任馬尼薩的總督，該職位向來由鄂圖曼王儲所擔任。
從艾謝·哈芙莎蘇丹開始，鄂圖曼帝國蘇丹母親的頭銜從可敦變成了蘇丹皇太后，頭銜的轉變顯示艾謝·哈芙莎蘇丹影響力與權力的擴張，在她兒子統治的期間，她是鄂圖曼帝國最強大的女人。

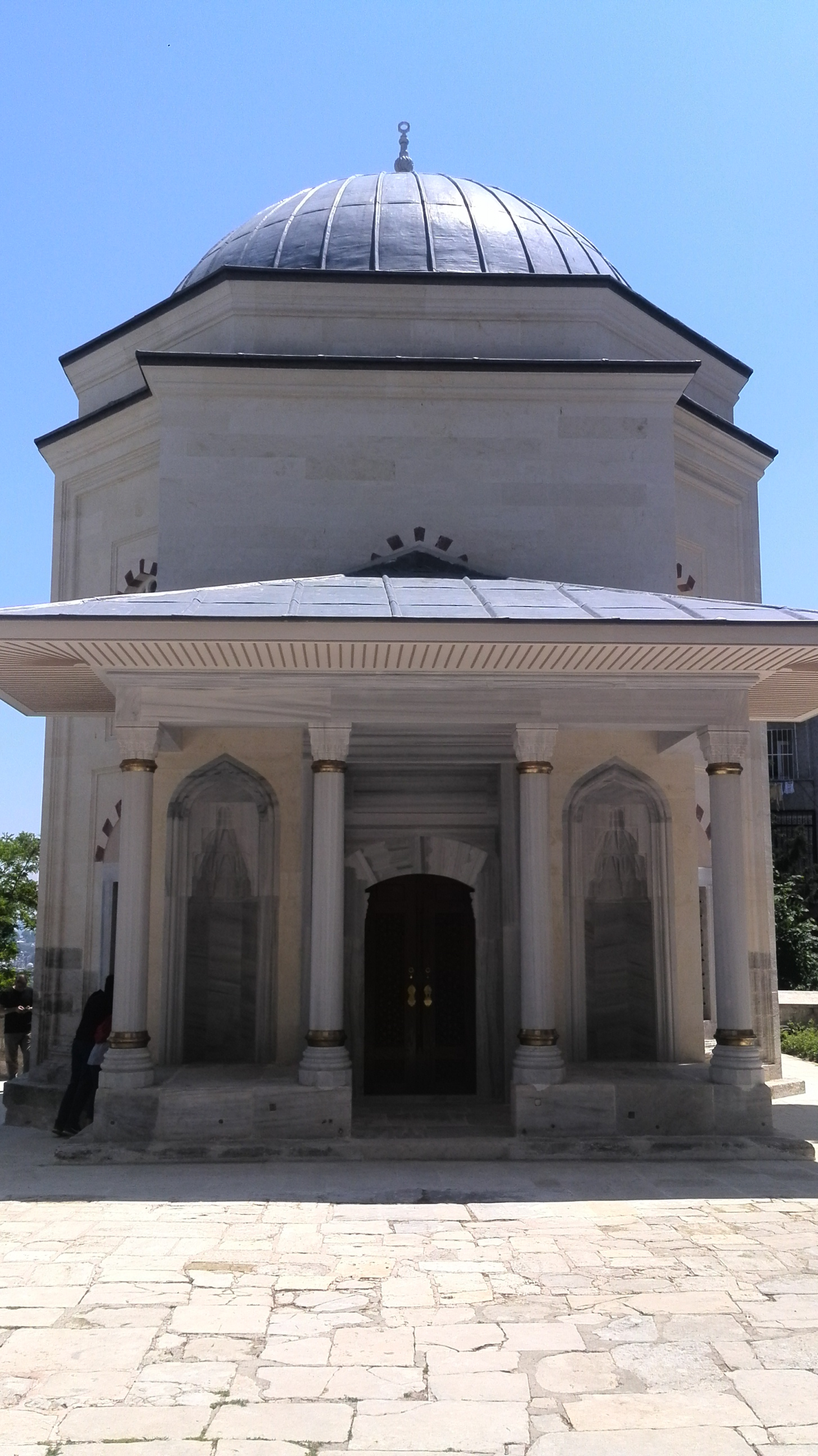
艾謝·哈芙莎蘇丹陵墓的入口

1534年3月19日艾謝·哈芙莎蘇丹去世，安葬於她丈夫位於塞利姆一世清真寺的陵寢旁。

## 外部連結
- https://web.archive.org/web/20060502150736/http://www.4dw.net/royalark/Turkey/turkey4.htm

| 前任： 居爾芭哈爾可敦 | 蘇丹皇太后 1520年9月30日 - 1534年3月19日 | 繼任： 努爾巴努蘇丹 |